# Guerra do Sal de San Elizario
A guerra do sal de San Elizario, também chamada de guerra das salinas de San Elizario ou Revolta das Salinas, foi um extenso e complexo conflito ocorrido na parte final do século XIX, envolvendo companhias que disputavam o controle de uma imensa área de abundante produção de sal, na base da montanha de Guadalupe no Oeste do Texas. O que se iniciou em 1866 como uma disputa política e uma batalha legal entre políticos texanos e empresários, terminou como uma disputa armada entre Mexicanos e Tejanos, que viviam as margens do Rio Grande, próximo de El Paso, contra lideranças políticas, que tinham o suporte dos Texas Rangers.
O clímax do conflito ocorreu em um cerco realizado pela coalizão mexicano-tejana, formada por mais de 500 homens, que terminou com a rendição de 20 Texas Rangers, em San Elizario, Texas. A chegada da 9ª cavalaria americana e de autoridades do Novo México, terminou com uma cassada de Tejanos, que fugiram para o México, onde ficaram em permanente exilio. Em 1878 o conflito chegou ao fim, deixando cerca de 30 homens mortos, com o dobro de feridos.

## História

### Características Regionais
O Rio Grande é uma barreira natural no Oeste do Texas, às suas margens viviam várias colônias de Anglo-Americanos, Espanhóis, Mexicanos, e uma série de outras comunidades que buscavam proteção de possíveis ataques de tribos Comanches e Apaches vindas do Norte. 
Antes de algumas construções serem feitas para aumentar o controle sobre o fluxo de águas do rio, tal como o chamado Elephant Butte Dicke, o rio inundava frequentemente. San Elizario era uma comunidade relativamente grande localizada na parte sul do rio, sendo fundada em 1789, até que em 1829, uma inundação mudou o curso do rio, deixando San Elizario fixada em uma ilha que foi formada entre o antigo e o novo canal formado pelo Rio Grande.
A nova posição começou a ganhar relevância em 1836, quando a agora independente República do Texas, proclamou o Rio Grande como a fronteira sul do novo país, a nacionalidade dos moradores de San Elizario foi disputada até que em 1848 foi assinado o Tratado de Guadalupe Hidalgo, que pôs fim à Guerra Mexicano-Americana, fazendo do canal sul do Rio Grande oficialmente a fronteira internacional do país, culminando em 1853, em um acordo oficial realizado entre os governos terminando com a compra da área pelos Estados Unidos. Naquele tempo San Elizario era uma grande comunidade entre San Antônio, no Texas e Santa Fé, no Novo México.

### Guerra Civil e Reconstrução
A Guerra Civil Americana trouxe grandes mudanças para o ambiente político do Oeste do Texas, o fim da guerra e o período de reconstrução, trouxeram muitos empreendedores para a área. As famílias de San Elizario preservavam profundas raízes culturais, tendo dificuldades em aceitar os novos moradores, muitos deles republicanos que vinham de uma pequena vila em Franklin, Texas, uma vila de comércio atravessando o Rio Grande em direção a cidade de Chihuahua.
No início dos anos 1870, o Partido Democrata começou a recuperar sua influência política no estado, seus partidários, contudo, não eram bem recebidos pelo povo de San Elizario, que guardava raízes mexicanas profundas. Alianças se formaram e rivalidades surgiram entre hispânicos republicanos e facções democratas.

### Minas de Sal
Na base da montanha de Guadalupe, à cerca de 160 km de San Elizario em direção ao nordeste se encontra uma série de lagos de sal. Antes das operações de extração de petróleo no Oeste do Texas, a área apresentava um grande fluxo de água que trazia uma grande quantidade de sal de boa pureza até a superfície. Este sal extraído tinha uma grande utilidade, era utilizado para a preservação de carne, além de ser utilizado para permuta na região, além disso o sal era essencial na extração de prata, sendo utilizado em grande quantidade pelas minas que extraíam o metal precioso. 
Historicamente caravanas partiam dos lagos de sal viajando para o sul e para o norte do Rio Grande, ou pela conhecida rota Butterfield Overland Mail. Em 1863 a comunidade de San Elizario, através de um acordo governamental pode construir um acesso ao leste dos lagos de sal, que garantia acesso aos habitantes de El Paso e do Vale do Rio Grande à estes lagos, sendo tal acordo garantido pelo Rei da Espanha. Esses direitos foram mantidos à Republica do México pelo Tratado de Guadalupe Hidalgo. Em 1866, a constituição do Texas, passou a garantir que direitos individuais de mineração fossem defendidos, anulando assim os direitos tradicionais da comunidade.

### Fase Política (1866–77)
Em 1870 um grupo de empresários influentes chegaram a região anunciando ter interesse nos grandes depósitos de sal que haviam encontrado, porém o grupo não foi bem-sucedido em conquistar o direito sobre as terras, e uma rivalidade começou a se formar entre grupos, pelo controle das minas. William Wallace Mills, favorecia proprietários privados, Louis Cardi favorecia a comunidade Hispânica que tentava garantir seus direitos tradicionais, enquanto Albert Jennings Fountain, lutava pelo controle governamental da área prometendo a garantia de acesso à comunidade Hispânica. Cardis e Fountain se uniram formando uma aliança para se opor aos empresários que tentavam ter o controle das salinas.
Fountain foi eleito senador do Estado do Texas e começou a colocar em prática seu plano de obter o controle governamental das minas, garantindo, porém, o acesso às comunidades. Porém o sacerdote de San Elizario, Padre Antonio Borrajo, se opôs ao plano, sendo apoiado pelo antigo aliado de Fountain, Cardis. Em 7 de dezembro de 1870, o juiz Gaylord J. Clarke, um apoiador de Mills, foi morto. Fountain e Cardiz travaram uma batalha legal pelo controle das minas de sal, indo até as últimas instancias, até que em 1873 os republicanos perderiam o controle do Estado, Fountain com isso deixou El Paso, para viver com sua esposa no Território do Novo México, sem conseguir concretizar seus planos.
Em 1872, Charles Howard, nascido na Virginia, chega ao estado determinado a restaurar o poder político democrata no Texas, enfraquecido após a Guerra Civil Americana. Ele se tornou o rival natural de Mills, iniciando assim uma aliança com Cardis, que tinha grande apoio da comunidade Hispânica, Howard assim garantiria a votação em massa desse grupo que se opunha à Mills. Howard com o apoio da comunidade se elegeu juiz do distrito, se virando ao mesmo tempo contra seu agora ex-aliado Cardis.
No verão de 1877, Howard investiu contra as minas de sal, em nome de seu sogro, um empresário de Austin. Howard passou a oferecer pagamento para qualquer salineiro que coletasse sal e o entregasse, pagando uma taxa de recuperação, insistindo que o sal era seu. Os Tejanos de San Elizario, encorajados pelo padre Borrajo, recebendo o apoio de Cardis, coletaram o sal e o guardaram, mesmo com as alegações de Howard. O povo da região que tinha uma grande tradição de se auto governar, passou a formar comitês em San Elizario, e por cidades Tejanas, como Socorro e Ysleta, ambas no Texas. Eles estavam determinados a dar uma resposta contra as atitudes de Howard. Durante o verão de 1877, eles passaram a realizar encontros organizacionais para decidirem quais seriam suas próximas atitudes.

### Revolta Armada (1877–78)
Em 27 de setembro de 1877, José Maria Juárez e Macedonia Gandara, ameaçaram um movimento para coletar o sal armanezado, Howard sabendo da intenção, mandou que o xerife do condado de El Paso prendesse os dois, levando-os para julgamento na corte de San Elizario. Uma facção formada por homens aliados de Juáres e Gandara, prendeu o juiz do caso, enquanto outros partiram a caça e Howard, encontrando-o na casa do xerife Charles Kerber em Yselta. Sob a liderança de Francisco Barela, eles apreenderam Howard levando-o de volta para San Elizario. Por três dias ele foi feito prisioneiro por cerca de 100 homens, liderados por figuras como Sisto Salcido, Lino Granillo e Barela. Em 3 de outubro ele foi finalmente libertado após pagamento de 12.000 dólares e a assinatura de um documento onde renunciava todos os direitos sobre os depósitos de sal. Howard após o ocorrido foi para Mesilla, Novo México, onde ficou hospedado na casa de Jennings Fountain. Ele voltou pouco tempo depois para área, onde assassinou Cardis em El Paso, fugindo novamente para o Novo México.
O Povo Tejano de El Paso estava indignado, ao ponto de intervir no andamento do governo do condado, substituindo-o por juntas formadas por pessoas da comunidade e desafiando as autoridades a tomarem alguma atitude contra eles. Em resposta ao apelo de uma comunidade anglo-americana assustada com a onda de violência, o Governador do Texas, Richard B. Hubbard, respondeu enviando uma tropa de Texas Rangers, liderados por John B. Jones. Chegando em 5 de novembro, Jones se encontrou com os líderes da junta, negociando um acordo para reestabelecer a ordem, além disso anunciou que Howard voltaria para El Paso, retomando seu antigo posto. Jones também recrutou alguns novos homens para as tropas Ranger, sob comando de um nativo do Canadá chamado John B. Tays, que era apontado como um especulador de terras, engenheiro de minas e contrabandista de gado da região, o nome de Tays foi aceito pelos líderes da comunidade inglesa. O destacamento liderado por Jones e Tays, era composto por ingleses, alguns Tejanos, nativos americanos e alguns veteranos da Guerra Civil, e pelo menos um fora da lei.
Em 12 de Dezembro de 1877, Howard retorna à San Elizario escoltado por 20 Texas Rangers liderados por Tays, porém, um grupo armado de insurgentes embosca o grupo, Howard e os Rangers buscaram abrigo nas construções da cidade, conseguindo refúgio na igreja antiga da localidade. Após dois dias de cerco Tays anunciou a rendição do grupo, foi a única vez na história que uma companhia Ranger se rendeu em algum conflito, Howard foi morto, junto com alguns membros da companhia Ranger, seus corpos foram saqueados e jogados em um poço, os sobreviventes foram desarmados e enviados para fora da cidade. Os líderes da insurgência fugiram para o México, enquanto isso San Elizario foi saqueada por moradores locais, aproveitando o momento de confusão. Ao todo cerca de 50 pessoas morreram no conflito.

## Legado
Por trás de todas as fatalidades do conflito, a guerra custou cerca de 31.050 dólares em propriedades destruídas, adicionados aos mais de 48.000 dólares de prejuízo aos fazendeiros que ficaram impedidos de cultivar em seus campos por vários meses, em valores atuais corrigidos, a conta chegaria a 1.184.000 dólares.
Como resultado San Elizario perdeu o status de sede do condado, sendo o posto transferido para El Paso. A nona cavalaria de Buffalo foi enviada para reestabelecer a ordem. Com a passagem da estrada de ferro por San Elizario em 1883, a cidade encolheu de tamanho, o povo mexicano da região perdeu grande parte da influência política que gozava anteriormente ao conflito.